# فولاند نت
فولاند نت(به انگلیسی: Folland Gnat) یک هواپیمای جنگنده مادون صوت Swept wing بریتانیایی است که توسط فولاند ایرکرافت توسعه داده و تولید می‌شد. به عنوان یک جنگنده سبک مقرون به صرفه در مقایسه با هواپیماهای رزمی بزرگ و گران‌قیمت معمولی طراحی شد، و به عنوان یک هواپیمای آموزشی برای نیروی هوایی سلطنتی (RAF) و همچنین توسط مشتریان صادراتی خریداری شد. نت هم در جنگ‌ها و هم در آموزش خلبانی استفاده می‌شد.

## کاربران
فنلاند
 هند
 بریتانیا
 یوگسلاوی

## مشخصات فنی (نت اف.۱)
داده‌ها از Jane's All the World's Aircraft 1958-59, The Great Book of Fighters
ویژگی‌های عمومی
- خدمه: ۱
- طول: ۲۹ فوت ۹ اینچ (۹٫۰۷ متر)
- پهنای بال: ۲۲ فوت ۲ اینچ (۶٫۷۶ متر)
- ارتفاع: ۸ فوت ۱۰ اینچ (۲٫۶۹ متر)
- مساحت بال‌ها: ۱۳۶٫۶ فوت مربع (۱۲٫۶۹ متر مربع)
- ایرفویل: RAE 102 اصلاح شده[۳]
- وزن خالی: ۴٬۸۰۰ پوند (۲٬۱۷۷ کیلوگرم)
- وزن ناخالص: ۶٬۵۷۵ پوند (۲٬۹۸۲ کیلوگرم) رهگیر

۸٬۷۶۵ پوند (۳٬۹۷۶ کیلوگرم) تاکتیکی، با تانکر‌های سوخت و تسلیحات خارجی
- بیشترین وزن برخاست: ۹٬۰۴۰ پوند (۴٬۱۰۰ کیلوگرم)
- ظرفیت سوخت: ۱۷۵ گالون بریتانیایی (۲۱۰ گالون آمریکایی؛ ۸۰۰ لیتر) در هفت مخزن داخل بدنه + ۲۵ گالون بریتانیایی (۳۰ گالون آمریکایی؛ ۱۱۰ لیتر) در دو مخزن اختیاری در انتهای بدنه + دو مخزن اختیاری ۶۶ گالون بریتانیایی (۷۹ گالون آمریکایی؛ ۳۰۰ لیتر) مخازن قابل تخلیه زیر بال؛ حداکثر سوخت ۳۳۲ گالون بریتانیایی (۳۹۹ گالون آمریکایی؛ ۱٬۵۱۰ لیتر)
- پیشرانه: ۱ عدد موتور توربوجت بریستول سیدلی اورفوس, ۴٬۷۰۵ پوند-نیرو (۲۰٫۹۳ کیلونیوتن) thrust

عملکرد
- حداکثر سرعت: ۶۰۴ گره (۶۹۵ مایل بر ساعت، ۱٬۱۱۹ کیلومتر بر ساعت) در ۲۰٬۰۰۰ فوت (۶٬۰۹۶ متر)
- حداکثر سرعت: ۰٫۹۸ ماخ
- بُرد: ۴۳۴٫۵ مایل دریایی (۵۰۰٫۰ مایل، ۸۰۴٫۷ کیلومتر)
- مداومت پروازی: ۱ ساعت ۱۰ دقیقه (عادی)

۲ ساعت ۱۵ دقیقه (حداکثر سوخت)
- حداکثر ارتفاع: ۵۰٬۰۰۰ فوت (۱۵٬۰۰۰ متر) +
- نرخ صعود: ۲۰٬۰۰۰ فوت بر دقیقه (۱۰۰ متر بر ثانیه)
- زمان اوج‌گیری: ۴۵٬۰۰۰ فوت (۱۳٬۷۱۶ متر) 5 دقیقه
- مسافت برخاست تا۵۰ فوت (۱۵ متر): ۲٬۱۹۰ فوت (۶۶۸ متر) (رهگیر)
- مسافت برخاست تا ۵۰ فوت (۱۵ متر): ۳٬۷۸۰ فوت (۱٬۱۵۲ متر) (تاکتیکی)
- مسافت فرود از ۵۰ فوت (۱۵ متر): ۲٬۲۰۰ فوت (۶۷۱ متر)

تسلیحات

- اسلحه‌ها: ۲x ۳۰میلی‌متر ADEN cannon با ۱۱۵ rpg
- راکت‌ها: ۱۲x ۳ اینچی (۷۶ میلی‌متری)
- بمب‌ها: ۲x ۵۰۰ پوندی (۲۲۷ کیلوگرمی)

اویونیکس

- رادیو VHF
- Nav aids
- ژیروسکوپ اسلحه
- رادار مسافت‌سنج

## همچنین ببینید
- پیکان‌های سرخ

توسعه مرتبط
- Folland Midge- بریتانیا
- اچ‌ای‌ال آجیت- هند

هواگردهای با عملکرد، پیکربندی و یا دوره زمانی مشابه
- Aerfer Ariete- ایتالیا
- Aerfer Sagittario 2- ایتالیا
- برگه بر. ۱۰۰۱ تائون- فرانسه
- فیات جی.۹۱- ایتالیا
- حلوان ۳۰۰- مصر
- SNCASE Baroudeur- فرانسه

فهرست‌های مرتبط
- List of aircraft of the Royal Air Force

### ارجاعات
1. ↑  Bridgman 1958, pp. 81–82.
2. ↑  Green, William and Gordon Swanborough. The Great Book of Fighters. St. Paul, Minnesota: MBI Publishing, 2001. شابک ‎۰−۷۶۰۳−۱۱۹۴−۳.
3. ↑  Lednicer, David. "The Incomplete Guide to Airfoil Usage". m-selig.ae.illinois.edu. Retrieved 16 April 2019.

### کتابشناسی - فهرست کتب
- Bingham, Victor (2002). Folland Gnat: Red Arrow and Sabre Slayer. Hailsham, East Sussex, UK: J&KH Publishing. ISBN 1-900511-78-9.
- Bridgman, Leonard. Jane's All the World's Aircraft 1958–59. London: Sampson Low, Marston & Company, Ltd., 1958.
- Burnet, Charles. "Folland's (G)Natty Fighters." AIR Enthusiast Twenty-four, April–July 1984. Bromley, Kent, UK: Pilot Press, 1984.
- Buttler, Tony (2017). British Secret Projects : Jet Fighters since 1950 (2nd ed.). Manchester: Crecy Publishing. ISBN 978-1-910-80905-1.
- Chopra, Pushpindar. "Fly with a Sting." Air International, Volume 7, No. 2, August 1974.
- "Folland Midge: The Viper Powered Precursor of the Gnat begins Flying Trials." Flight, 20 August 1954, Vol. 66, No. 2378. pp. 228–229.
- Frédriksen, John C. International Warbirds: An Illustrated Guide to World Military Aircraft, 1914–2000. Santa Barbara, CA: ABC-CLIO, 2001. شابک ‎۱-۵۷۶۰۷-۳۶۴-۵ISBN 1-57607-364-5.
- Ross, Andrew L. The Political Economy of Defense: Issues and Perspectives. Westport, CT: Greenwood Press, 1991. شابک ‎۰-۳۱۳-۲۶۴۶۲-۷ISBN 0-313-26462-7.
- Spick, Mike. Illustrated Directory of Fighters. Osceola, WI: Zenith Press, 2002.  شابک ‎۰-۷۶۰۳-۱۳۴۳-۱ISBN 0-7603-1343-1.
- Stenman, Kari (March–April 1999). "'Pocket Interceptor': Folland Gnats in Finnish Service". Air Enthusiast (80): 48–53. ISSN 0143-5450.
- Taylor, John W.R. "Folland Gnat." Combat Aircraft of the World from 1909 to the present. New York: GP Putnam's Sons, 1969. شابک ‎۰-۴۲۵-۰۳۶۳۳-۲ISBN 0-425-03633-2.
- "Thoughts on the Gnat." Flight, 3 April 1953. pp. 425–426.
- Willis, David. "The Folland Gnat (Database)." Aeroplane, September 2008.
- Wood, Derek. Project Cancelled. Macdonald and Jane's Publishers, 1975. شابک ‎۰-۳۵۶-۰۸۱۰۹-۵ISBN 0-356-08109-5.